# Rezerwat przyrody Nawionek
Rezerwat przyrody „Nawionek” (kasz. Nôwiónk) – wodny rezerwat przyrody na Równinie Charzykowskiej w obrębie Zaborskiego Parku Krajobrazowego i gminy Brusy, powiat chojnicki, województwo pomorskie. Został utworzony w roku 1974. Zajmuje powierzchnię 10,60 ha (dokument powołujący rezerwat podawał 10,67 ha).
Ochronie rezerwatu podlega jezioro lobeliowe Nawionek ze stanowiskami rzadkich roślin wodnych, typowych dla jezior lobeliowych (m.in. rosiczka okrągłolistna, bagno zwyczajne, lobelia jeziorna, poryblin jeziorny, grzybienie północne i kłoć wiechowata). Najbliższe miejscowości to Laska, Widno i Rolbik.
Wokół rezerwatu utworzono otulinę o powierzchni 8,01 ha.